# Crecimiento bacteriano

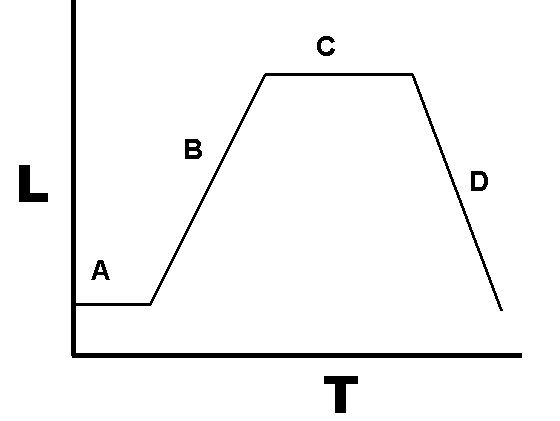
El crecimiento se muestra como L = log(núm) donde núm es el número de colonias por mL con actividad reproductora positiva, frente a T (tiempo.)

El crecimiento bacteriano es la división de una bacteria en dos células hijas en un proceso llamado fisión binaria. Suponiendo que no se produzca ningún caso de mutación las células hijas resultantes serán genéticamente idénticas a la célula original. De este modo tiene lugar la "duplicación local" de la población bacteriana. Las dos células hijas creadas tras la división no sobreviven necesariamente. Sin embargo, si el número de supervivientes supera la unidad, en promedio, la población bacteriana experimenta un crecimiento exponencial. La medición de una curva del crecimiento exponencial de las bacterias en un cultivo ha sido tradicionalmente una parte de la formación de todos los microbiólogos. Los procesos fundamentales empleados para ello son la enumeración bacteriana (conteo bacteriano) por métodos directos e individuales (microscopía, citometría de flujo), por métodos directos y masivos (biomasa), por métodos indirectos e individuales (conteo de colonias), o por métodos indirectos y en bloque (número más probable, turbidez, absorción de nutrientes). Los modelos permiten conciliar la teoría con las mediciones.

## Fases

Curva de crecimiento bacteriano

En estudios autoecológicos, el crecimiento bacteriano en un cultivo de lotes que se pueden modelar suponiendo cuatro fases diferentes: A)Fase de adaptación, B)Fase exponencial, C)Fase estacionaria y D)fase de declive.
A. Durante la fase de adaptación o rezago, las bacterias se adaptan a las condiciones de crecimiento. Es el período en el que las bacterias individuales están madurando y no tienen aún la posibilidad de dividirse. Durante la fase de adaptación del ciclo de crecimiento de las bacterias, se produce la síntesis de ARN, enzimas y otras moléculas. Así que en esta fase los microorganismos no están latentes.
B. La fase de liberación logarítmica o exponencial es un período caracterizado por la duplicación celular. El número de nuevas bacterias que aparecen por unidad de tiempo es proporcional a la población actual. Si el crecimiento no se limita, la duplicación continuará a un ritmo constante, por lo tanto el número de células de la población se duplica con cada período de tiempo consecutivo. Para este tipo de crecimiento exponencial, la representación gráfica del logaritmo del número de células frente al tiempo genera una línea recta. La pendiente de la recta en la figura depende de la base del logaritmo utilizada, y dependiendo de esa base, en la literatura se han asignado diferentes nombres a la pendiente y se han aplicado diferentes fórmulas para su estudio. También afectan a la pendiente las condiciones de crecimiento, que afecta a la frecuencia de los eventos de división celular y a la probabilidad de que ambas células hijas sobrevivan. Bajo condiciones controladas, las cianobacterias pueden duplicar su población cuatro veces al día. Sin embargo, el crecimiento exponencial no puede continuar indefinidamente, porque el medio llega pronto al agotamiento de nutrientes mientras se acumulan los desechos.
C. Durante la fase estacionaria, la tasa de crecimiento disminuye como consecuencia del agotamiento de nutrientes y la acumulación de productos tóxicos. Esta fase se alcanza cuando las bacterias empiezan a agotar los recursos que están disponibles para ellas. Esta fase se caracteriza por un valor constante del número de bacterias a medida que la tasa de crecimiento de las bacterias se iguala con la tasa de muerte bacteriana.
D. En la fase de declinación, las bacterias se quedan sin nutrientes y mueren.
Este modelo de crecimiento del cultivo básico en lotes se mantiene y pone su énfasis en los aspectos de la proliferación de bacterias que pueden diferir de las del crecimiento de la macrofauna. Se hace hincapié en clonalidad, división asexual binaria, el breve tiempo de desarrollo en relación con la replicación en sí, la tasa de mortalidad aparentemente baja, la necesidad de pasar de un estado inactivo a un estado reproductivo y, por último, la tendencia de cepas adaptadas de laboratorio para agotar sus nutrientes.
En realidad, incluso en los cultivos por lotes, las cuatro fases no están bien definidas. Las células no se reproducen en sincronía sin una explícita y continua instigación (como en los experimentos con bacterias forzadas) y su fase de crecimiento exponencial a menudo no sigue siempre un ritmo constante, sino que en su lugar poseen una tasa de lenta decadencia, una respuesta estocástica constante ante las presiones simultáneas de reproducirse y de permanecer latentes ante la disminución de las concentraciones de nutrientes y el aumento de las concentraciones de residuos.
El cultivo en lotes es el medio de cultivo de laboratorio más común en el que se ha estudiado el crecimiento de bacterias, pero es solo uno de los muchos posibles. En condiciones ideales, está espacialmente estructurado y no estructurado temporalmente. El cultivo de bacterias se incuba en un recipiente cerrado con un único lote de medio de cultivo. En algunos sistemas experimentales, algunos de los cultivos bacterianos se retiran periódicamente y un medio fresco estéril se añade. En el caso extremo, esto se lleva a la continua renovación de los nutrientes. Se trata de un quimiostato también conocido como cultivo continuo. Está espacialmente estructurado y no estructurado temporalmente, en un estado de equilibrio definido por la tasa de suministro de nutrientes y la reacción de las bacterias. En comparación con el cultivo en lotes, las bacterias se mantienen en fase de crecimiento exponencial y la tasa de crecimiento de la bacteria es conocida. Los dispositivos de este tipo son por ejemplo los turbidoestatos y auxoestatos.
El crecimiento bacteriano se puede suprimir con bacteriostáticos, sin necesidad de matar las bacterias. En un sinecológico, una situación similar a la naturaleza, cuando más de una especie bacteriana está presente, el crecimiento de los microbios es más dinámico y continuo.
El líquido no es el único sistema de laboratorio para el crecimiento bacteriano. Otros entornos espaciales estructurados como los biofilms o superficies de agar presentan modelos de crecimiento adicionalmente complejos.

## Protocolo para la curva de crecimiento bacteriano
El experimento de la curva de crecimiento bacteriano implica varios pasos para monitorear el crecimiento de las poblaciones bacterianas a lo largo del tiempo. Aquí hay un procedimiento detallado para realizar un experimento de curva de crecimiento bacteriano:
Día 1:
- Usando un asa estéril, estría un bucle de cultivo bacteriano en una placa de agar.
- Incuba la placa de agar a 37 °C durante 18-24 horas para permitir que crezcan las colonias bacterianas.[9]

Día 2:
- Toma una sola colonia de la cepa bacteriana de la placa de agar usando un asa estéril.
- Inocula la colonia única en un tubo de ensayo que contenga 10 ml de caldo esterilizado.
- Incuba el tubo de ensayo durante la noche a 37 °C para permitir que las bacterias crezcan en el caldo.[10]

Día 3:
- Prepara 250 ml de caldo esterilizado en un matraz cónico estéril de 500 ml.
- Inocula 5 ml del cultivo bacteriano crecido durante la noche en el matraz cónico que contiene el caldo.
- Toma la lectura inicial de densidad óptica (DO) en la hora cero usando un espectrofotómetro a una longitud de onda de 600 nm.
- Incuba el matraz a 37 °C.[11]

Durante el experimento:
- A intervalos regulares (por ejemplo, cada 30 minutos), alícuota 1 ml de la suspensión de cultivo bacteriano del matraz cónico.
- Mide la densidad óptica (DO) de la alícuota a una longitud de onda de 600 nm usando un espectrofotómetro.
- Continúa alicuotando y midiendo la DO hasta que las lecturas de DO se estabilicen, indicando que el crecimiento bacteriano ha alcanzado la fase estacionaria.
- Alternativamente, añade 50-100 µl de formaldehído a cada alícuota de 1 ml de suspensión de cultivo tomada cada 30 minutos. Esto fijará las células bacterianas y permitirá la medición de DO al final del experimento.[12]

Análisis:
- Al final del experimento, grafica una curva con el tiempo en minutos en el eje X y la densidad óptica a 600 nm en el eje Y. Este gráfico representará la curva de crecimiento de las bacterias, mostrando las diferentes fases de crecimiento.[13]

## Efectos ambientales que influyen el crecimiento bacteriano.
Los distintos efectos del ambiente influirán de manera significativa el desarrollo de la población de bacterias así como la velocidad de crecimiento, metabolismo y los productos generados de sus reacciones bioquímicas.

### Temperatura
Es el efecto que más influye en el crecimiento. Cada bacteria requiere de una cierta temperatura para su óptimo crecimiento; según el rango de temperatura las bacterias se pueden dividir en psicrófilas, mesófilas, termófilas e hipertermófilas.
Si la bacteria no se encuentra en su temperatura requerida, su crecimiento se vuelve lento o se detiene y en caso de que el rango de temperatura sea muy distinto la bacteria muere; en altas temperaturas sus proteínas se desnaturalizan y en bajas temperaturas los fluidos internos de la célula se congelan y provocan la muerte.

### PH
El ambiente en que crece una bacteria tendrá un determinado pH; este puede ser ácido o básico. Al igual que la temperatura, cada bacteria requiere un pH determinado para su óptimo crecimiento. Cuando se habla de pH se refiere al pH del medio exterior mientras que el pH intracelular  tenderá a ser neutro (pH 7).
La mayoría de ambientes y bacterias viven en un rango pH entre 5 y 9. Aquellas que viven en valores menores o igual  a pH 2 se les conoce como acidófilos y los que viven en pH mayor o igual a pH 10 se conocen como alcalófilos; siendo las 2 categorías pertenecientes a extremófilas.
El pH brinda una estabilidad a la membrana celular, el intercambio de iones entre el medio exterior y la célula se ve influenciada por el pH, ya que, la concentración de iones {\displaystyle H^{+}}por otro lado las bacterias son muy grandes